# فت راسکل
فت راسکل (انگلیسی: Fat rascal) نزدیک به کیک تورف، نوعی کیک است که هم از نظر طعم و هم از نظر مواد شبیه به کیک اسکون یا کیک راک است. حداقل در اوایل قرن نوزدهم در یورک‌شر انگلستان سرچشمه گرفته‌است.